# Da Boy Tommy
Da Boy Tommy, de son vrai nom Tommy Debie, né le 18 mai 1976 à Schoten et mort le 24 février 2013 à Bruges, est un producteur et disc jockey de jumpstyle belge. Il est considéré comme le fondateur du jumpstyle par une grande partie de la presse spécialisée.

## Biographie
Tommy Debie est originaire de Schoten, en région flamande de Belgique. Il se popularise à la fin des années 1990 sous le nom de DJ Da Boy Tommy, avec des tubes comme Halloween et Candyman, à cette période diffusés par de nombreuses radios. Halloween atteint la première place des charts belges pendant 20 semaines. Avant sa mort, il se produisait encore régulièrement en sets avec son ami et collègue Flor Theeuwes (Da Rick), autre adepte de la scène jumpstyle avec qui il a collaboré depuis longtemps,.
En 2000, il publie son unique album studio, intitulé I Love School, au label Antler-Subway. Il se classe 26e des charts belges pendant 10 semaines. Les années suivantes, il enchaine avec plusieurs EP comme Full Moon (2000) et Amen (2001). Dans les années 2000, il participe à divers festivals belges et néerlandais.
Le samedi 12 novembre 2012, Tommy est victime d'un accident de la route à la sortie de l'E40, à Nieuport (Flandre occidentale). Coincé dans sa voiture, il est désincarcéré par les pompiers et reçoit des soins sur place. Emmené aux urgences par hélicoptère, il souffre de graves blessures à la tête et aux membres. Il est maintenu dans un coma artificiel à l'hôpital Sint-Jan de Bruges, d'après le porte-parole du parquet de Furnes, Stefaan Desmet.
Tommy décède en février 2013, à 36 ans, dans son lit d'hôpital. Après avoir annoncé ce décès sur sa page Facebook, Da Rick annonce un set en sa mémoire le 12 avril prochain. Il expliquera que « pendant ces derniers mois, j'ai pris le temps d'essayer de faire mon deuil. Bien sûr, [Da Boy Tommy] me manque énormément en tant qu'ami et évidemment en tant que collègue sur scène. »

## Discographie

### Albums studio
- 2000 : I Love School (Antler-Subway)

### Singles et EP
- 1997 : DJ Da Rick – Attention (Da Boy Tommy Remix) (Jumper Records)[7]
- 1998 : Little Dicks (Jumper Records)
- 1998 : Easy (Jumper Records)
- 1998 : DJ Da Rick – Dirty Hands (Da Boy Tommy Mix) (Jumper Records)
- 1999 : Halloween (Jumper Records)
- 2000 : Candyman (Antler-Subway)
- 2000 : Kol Nedra (Jumper Records)
- 2000 : Full Moon (Antler-Subway, EMI Music Belgium)
- 2000 : BZB feat. Da Boy Tommy – The Beginning (Jumper Records)
- 2000 : Drive By Shooters – Get Up Aah (Da Boy Tommy's Single Cut) (Jumper Records)[8]
- 2000 : Drive By Shooters – Get Up Aah (Da Boy Tommy's Jump Cut) (Jumper Records)
- 2001 : Amen (Antler-Subway)
- 2001 : Jumpin' Bells (Jingle Bells) (Antler-Subway)
- 2001 : Da Real Jumpstyle (Jumper Records)[9]